# Tjarda
Tjarda (bulgariska: Чарда) är ett distrikt i Bulgarien.   Det ligger i kommunen Obsjtina Straldzja och regionen Jambol, i den östra delen av landet, 270 km öster om huvudstaden Sofia.
Trakten runt Tjarda består till största delen av jordbruksmark. Runt Tjarda är det ganska glesbefolkat, med 22 invånare per kvadratkilometer.